# 미쓰나시촌
미쓰나시촌(三梨村)은 아키타현 오가치군에 설치되었던 촌이다. 현재의 유자와시 북동부에 해당한다.